# منظمة البحث والتطوير الدفاعي
منظمة البحث والتطوير الدفاعي (DRDO) هي وكالة حكومية تابعة لإدارة البحث والتطوير الدفاعي في وزارة الدفاع في حكومة الهند ، مسؤولة عن البحث والتطوير العسكري، ومقرها في نيودلهي، الهند. تأسست في عام 1958 من خلال دمج مؤسسة التطوير التقني ومديرية التطوير التقني وإنتاج مصانع الأسلحة الهندية مع منظمة العلوم الدفاعية تحت إدارة جواهر لال نهرو . وفي وقت لاحق، أُسست خدمة البحث والتطوير الدفاعي (DRDS) في عام 1979 كإدارة خدمة حكومية من ضباط / علماء المجموعة "أ" تحت السيطرة الإدارية المباشرة لوزارة الدفاع.
مع شبكة مكونة من 52 مختبراً تعمل على تطوير تقنيات الدفاع التي تغطي مجالات مختلفة مثل الطيران والأسلحة والإلكترونيات وهندسة القتال البري وعلوم الحياة والمواد والصواريخ والأنظمة البحرية، تعد منظمة البحث والتطوير الدفاعي أكبر منظمة بحثية وأكثرها تنوعاً في الهند. تضم المنظمة حوالي 5000 عالم ينتمون إلى خدمة البحث والتطوير الدفاعي وحوالي 25000 من الموظفين العلميين والفنيين والداعمين الآخرين.

## روابط خارجية
- الموقع الرسمي لمنظمة البحث والتطوير الدفاعي
- توظيف منظمة البحث والتطوير الدفاعي: عالم
- توظيف منظمة البحث والتطوير الدفاعي: الكوادر الفنية والإدارية والحليفة